# Saint, Devil and Woman
Saint, Devil and Woman è un film muto del 1916 diretto da Frederick Sullivan, che ha per protagonista Florence La Badie.

## Trama
Florence Stanton, una ricca ereditiera, rimasta orfana esce dal convento dove ha compiuto i suoi studi. L'esecutore testamentario è Alvarez che si offre con altruismo di prendersi cura della giovane. In realtà, l'uomo vuole impadronirsi dei beni della ragazza, innocente e ingenua. Usando perfino l'ipnotismo, la induce a una politica salariale disumana nei riguardi degli operai delle sue fabbriche. Un giovane psicologo, incuriosito dal voltafaccia di Florence che, da santa sta diventando un diavolo, studia il suo caso, rendendosi conto che dietro a tutto c'è proprio Alvarez. Il medico riesce a restituire il controllo a Florence e Alvarez, messo sotto accusa, si suicida. I due giovani convoleranno a nozze.

## Produzione
Il film fu prodotto dalla Thanhouser Film Corporation. Venne girato nello stato di New York, a Port Chester e a New Rochelle, sede della casa di produzione.

## Distribuzione
Distribuito dalla Pathé Exchange (Gold Rooster Play), uscì nelle sale cinematografiche USA il 25 settembre 1916.